# Pasagerii (carte)
Pasagerii (The Best of Robert Silverberg) este o colecție de povestiri științifico-fantastice din februarie 1976 scrise de Robert Silverberg care au fost publicate anterior în diverse reviste sau în antologii ca Viziuni periculoase sau în Universe 1.
În limba română a apărut în 1994 ca Pasagerii în traducerea lui Dan Popescu în Colecția Nautilus a editurii Nemira. Volumul a fost reeditat în 2006 cu titlul Vatican, ultimul conclav.
„Vești bune de la Vatican” și „Pasagerii” au primit premiul Nebula pentru cea mai bună povestire.

## Cuprins

### În limba engleză
- „Thinking about Silverberg”, introducere de Barry N. Malzberg
- „Introduction”, eseu de Robert Silverberg
- „Road to Nightfall”, povestire publicată prima dată în Fantastic Universe din iulie 1958
- „Warm Man”, povestire publicată prima dată în F&SF din  mai 1957
- „To See the Invisible Man”, povestire publicată prima dată în Worlds of Tomorrow din  aprilie 1963
- „The Sixth Palace”, povestire publicată prima dată în Galaxy din februarie 1965
- „Flies”, povestire publicată prima dată în volumul Dangerous Visions (Viziuni periculoase), editată de Harlan Ellison, Garden City, NY: Doubleday, 1967
- „Hawksbill Station”, povestire publicată prima dată în Galaxy din august 1967
- „Passengers”, povestire publicată prima dată în Orbit 4, ed. Damon Knight, G.P. Putnam’s, 1968
- „Nightwings” sau „Watcher”, povestire publicată prima dată în Galaxy din septembrie 1968
- „Sundance”, povestire publicată prima dată în F&SF din iunie 1969
- „Good News from the Vatican”, povestire publicată prima dată în Universe 1, ed. Terry Carr, Ace, 1971

### În limba română
- „Cu gândul la Silverberg”, Cuvânt înainte de Barry N. Malzberg
- „1954”, eseu de Robert Silverberg
- „Drumul spre noapte”, povestire
- „1957”, eseu de Robert Silverberg
- „Omul cel cald”, povestire
- „1962”, eseu de Robert Silverberg
- „Să vezi omul invizibil”, povestire
- „1964”, eseu de Robert Silverberg
- „Al șaselea palat”, povestire
- „1965”, eseu de Robert Silverberg
- „Muștele”, povestire
- „1966”, eseu de Robert Silverberg
- „Hawksbill Station”, povestire

Pușcăriașii din secolul XXI sunt deportați în Precambrian de către autorități. Hawksbill Station este o colonie penală a Statelor Unite din Precambrian unde au fost trimiși doar bărbați. Mașina timpului a fost inventată dar ea funcționează doar într-un singur sens: dinspre viitor spre trecut. În peisajul de groază al erei primare viața există doar în mări, iar pușcăriașii viitorului se agață cu disperare de platoul lor pustiu...
- „1967”, eseu de Robert Silverberg
- „Pasagerii”, povestire

Pasagerii  sunt ființe intangibile care ocupă corpurile umane temporar și fără avertisment și nu fac altceva decât să se joace și să provoace ravagii.  Premiul Nebula pentru cea mai bună povestire în 1969.
- „1968”, eseu de Robert Silverberg
- „Aripi de noapte”, povestire

Învinși în trecut de rasa umană, extratereștrii au promis că se vor răzbuna într-o zi când vor invada Pământul. Timpul a trecut, civilizația umană s-a prăbușit și Ghilda Observatorilor continuă să stea de veghe în amintirea unei posibile amenințări din altă parte. 
- „1968”, eseu de Robert Silverberg
- „Dansul soarelui”, povestire
- „1971”, eseu de Robert Silverberg
- „Vești bune de la Vatican”, povestire

Povestirea prezintă alegerea unui robot în funcția de papă al Bisericii Romei. Premiul Nebula pentru cea mai bună povestire în 1971.

## Legături externe
- Pasagerii la Internet Speculative Fiction Database

## Vezi și
- Lista volumelor publicate în Colecția Nautilus
- Lista cărților științifico-fantastice publicate în România după 1989
- 1976 în științifico-fantastic